# Siège central de la Société générale
Le siège central de la Société générale est un établissement bancaire, siège social et agence centrale de la banque française Société générale.
L’édifice se situe au 29, boulevard Haussmann dans le 9e arrondissement de la ville de Paris en région Île-de-France.

## Situation
Ce bâtiment occupe un vaste quadrilatère entouré de trois axes, à savoir, le boulevard Haussmann, la rue Halévy et la rue Gluck, mais également par la place Jacques-Rouché. Il se situe non loin de l'opéra Garnier et se trouve en face des Galeries Lafayette Haussmann.
Le site est desservi par la station de métro Chaussée d’Antin - La Fayette.

## Historique
Au début du XXe siècle, la Société générale, fondée en 1864, décide le déménagement de ses locaux situés du 54 au 56 de la rue de Provence, pour un bâtiment beaucoup plus vaste. Son choix se porte sur un vaste quadrilatère de sept immeubles, construit de 1867 à 1871 par l’architecte Charles Rohault de Fleury, lors des aménagements du baron Haussmann afin de servir d’écrin architectural à l’opéra Garnier. En concurrence avec les Galeries Lafayette, voisines, la banque officialise son projet d’achat le 2 avril 1906 et charge d’emblée l’architecte Jacques Hermant, de la réalisation d’importants travaux d’aménagements.
Bien que l’extérieur, très peu modifié, se voit pourvu, grâce à une dérogation spéciale, d’un pavillon central sur l’entrée du 29, boulevard Haussmann, les intérieurs des bâtiments sont entièrement détruits et reconstruits dans le plus pur style art nouveau. Jacques Hermant utilise alors tous les matériaux les plus nobles tels que plusieurs variétés de marbres, des ferronneries, de la mosaïque et du bronze, mais également les plus innovants comme l’acier et le béton armé. L’édifice possède également le chauffage central et est l’un des premiers de la capitale à bénéficier de l’électricité à tous les étages.
Le 26 juin 1912, après six années de travaux, le siège est inauguré en présence du baron Hély d’Oissel, président de la Société Générale.
En 1915, la banque, après y avoir initialement installé sa direction générale, fait officiellement du bâtiment son siège et en 1919, quelques travaux viennent étoffer le bâti existant.
En 2011, après cent ans d’activité le bâtiment est entièrement restauré sous la houlette d’Ursula Biuso, architecte du patrimoine. Il est encore aujourd’hui le siège social du groupe, tandis que le siège de la direction générale est déplacée dans les bureaux de La Défense.

## Architecture et description
Le bâti, datant de la fin du Second Empire, et s’étalant sur une superficie totale de 2600m2, ne subit quasiment aucune modification extérieure d’importance, mise à part la réfection des façades du rez-de-chaussée accueillant alors les devantures de nombreuses boutiques et échoppes, au profit d'arcades en plein cintre. Seul est créé un pavillon central au 29, boulevard Haussmann, constituant dès lors, l’entrée principale de l’établissement. Celui-ci possède un fronton triangulaire, dont les allégories « la ville » entourée du « fleuve » et de « Mercure » sont l’œuvre du sculpteur Jean Luc. Les six statues, adossées au troisième étage de ce pavillon, œuvre du même artiste et représentant les activités du commerce et de l’industrie, ne sont installées qu’en 1919.
Les intérieurs sont, quant à eux, intégralement remaniés, l’architecte procède alors à l’un des premiers cas de « façadisme » dans la capitale et fait démolir entièrement les maçonneries et planchers intérieurs en ne laissant donc que les façades, le tout est remplacé par une vaste armature d’acier et de béton armé.

### Le grand hall

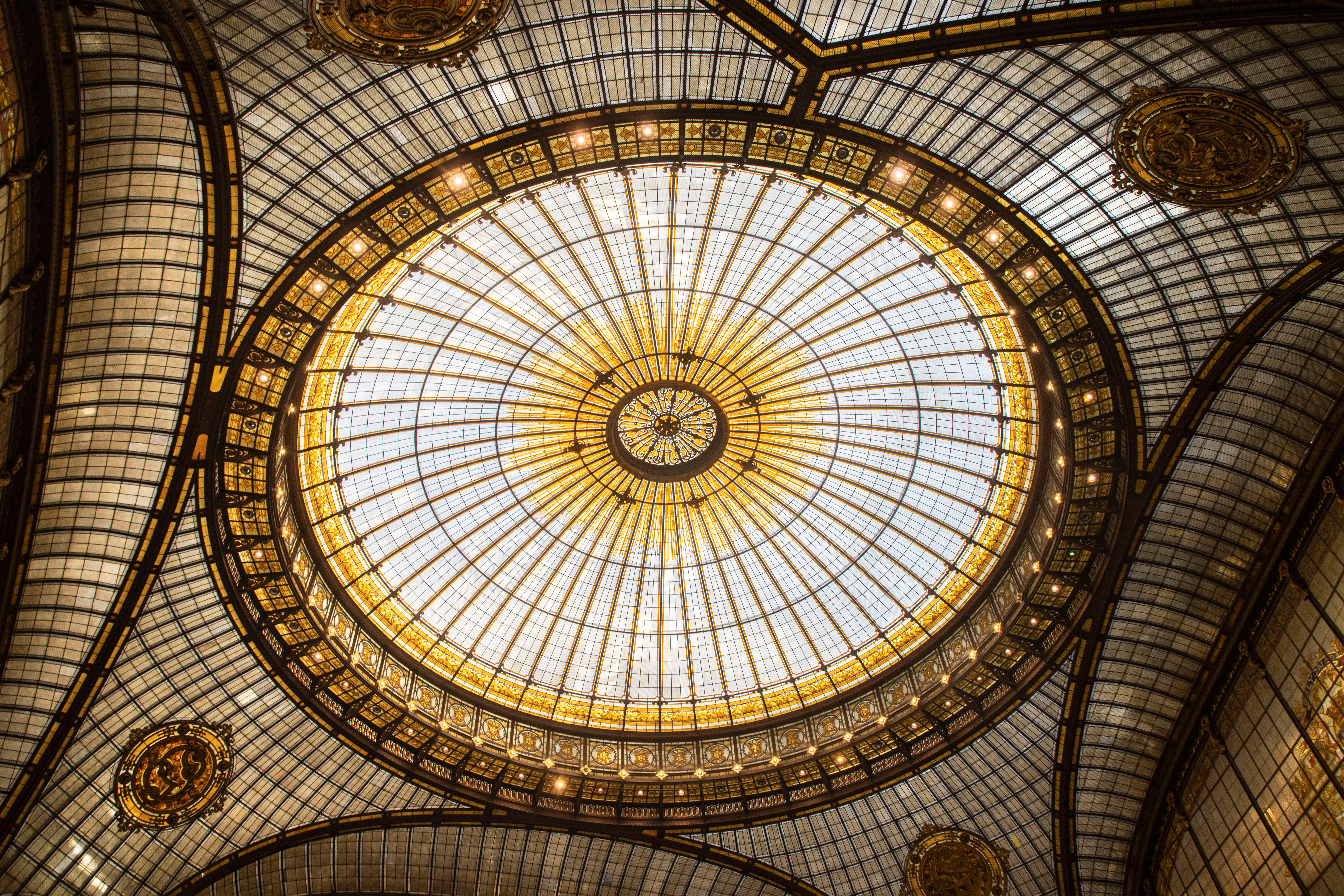
La coupole Art nouveau.

De forme trapézoïdale, il occupe une bonne partie du bâtiment. La coupole à pinacles, purement décorative, est l’œuvre du maître verrier Jacques Galland, qui obtient le poste pour sa réalisation grâce au parrainage du grand-père de son épouse, le compositeur Charles Gounod.
Celle-ci culmine à 23m et sa rosace centrale occupe un diamètre de 18m. Elle surplombe un  vaste comptoir circulaire accueillant des bureaux en open space. Le tout est suspendu à une couple extérieure, en charpente métallique, réalisée par l’entreprise Moisant-Laurent & Savey.
La coupole possède, sur ses quatre grandes arcades, les représentations des quatre villes principales du pays à ce moment-là, à savoir, Paris, Lyon, Marseille et Bordeaux, mais également quatre grands écussons aux encoignures, arborant le monogramme « SG », ainsi que quatorze médaillons de bronze, représentant les principales autres villes où la banque est alors présente, notamment Toulouse, Dijon, Nancy, Lille ou encore Le Havre.
Ce hall possède en outre, un décor de ferronneries représentant des motifs de feuilles de chêne et de glands, symbole de puissance et de solidité, mais aussi de feuilles d’acanthe, symbole de la victoire, en l’occurrence ici sur le progrès. Le sol est réalisé, quant à lui, en mosaïque, et est l’œuvre des céramistes Alphonse Gentil et François-Eugène Bourdet, il possède également douze plaques de bronze ajourées dissimulant les buses de chauffage et d’aération.
Les travaux de 1919 viennent ajouter une mezzanine à cette vaste pièce, pour permettre l’installation de bureaux supplémentaires, afin de satisfaire une clientèle rapidement grandissante.

### La salle des coffres

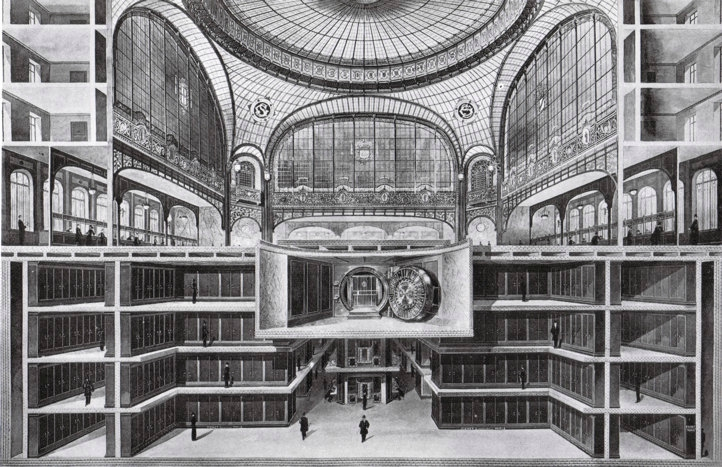
Gravure en coupe montrant les quatre niveaux de sous-sol de la salle des coffres.

Réalisée sur le modèle américain de l’époque, elle est implantée sous le grand hall, celle-ci est composée de quatre niveaux en béton armé dont le plus bas est à 11m de profondeur. Elle renferme 8134 compartiments disposés dans 399 armoires, mais également 22 chambres fortes.
L’impressionnante porte fermant le tout, est l’œuvre de la maison Fichet et provient des forges du Creusot. Réalisée en acier blindé de 40 cm d’épaisseur et d’un diamètre de 2,76m, elle pèse 18 tonnes. Une grille-tambour également blindée, fait suite à celle-ci et pèse quant à elle, pas moins de 5 tonnes.
Les différents niveaux sont agrémentés de décors réalisés, par souci d'économies, en staff de plâtre moulé et fibres végétales et sont également équipés d'un mobilier constitué de chaises en bois et de petits bureaux en laiton et verre, encore présent aujourd’hui. Ceux-ci, du fait de la présence de laiton servant alors à la conception d’armes, sont peints par les employés afin d’échapper aux pillages des allemands durant la Seconde Guerre mondiale.

## Dans les arts

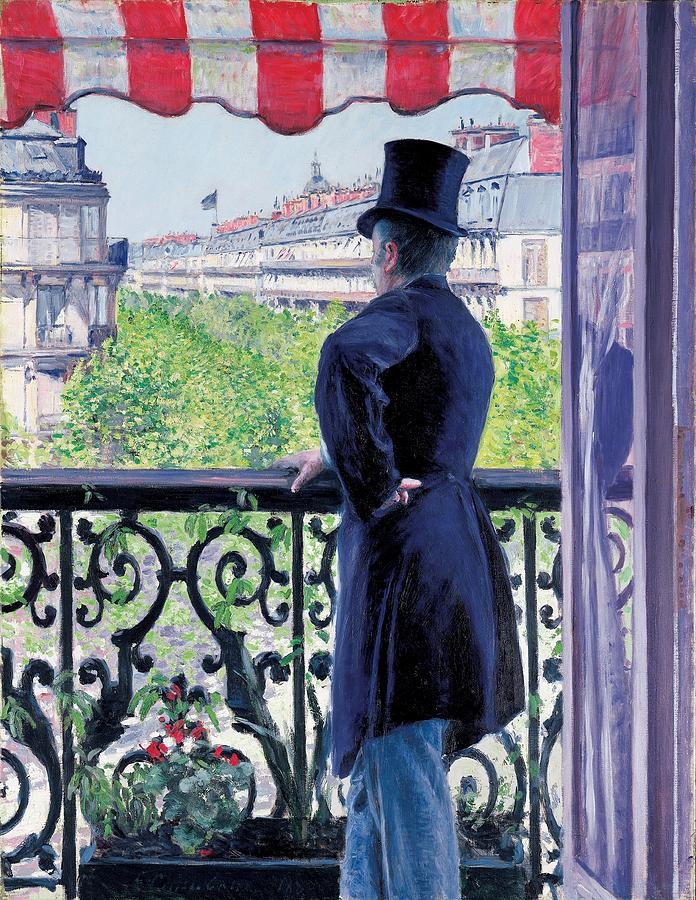

Le peintre Gustave Caillebotte y loue, avec son frère Martial, un appartement dans l'ancien immeuble du numéro 31, aujourd'hui à l'angle du boulevard Haussmann et de la rue Gluck. Il y a peint plusieurs tableaux, notamment L'Homme au balcon représentant un ami d'enfance, Maurice Brault.

## Protection
Le bâtiment est inscrit monument historique en totalité par arrêté du 30 décembre 1977.
L'accès à l’agence et à l’entrée de la salle des coffres est en libre accès pendant les horaires d’ouverture et des visites guidées de 45 minutes environ, se déroulent pendant les journées européennes du patrimoine.

## Galerie

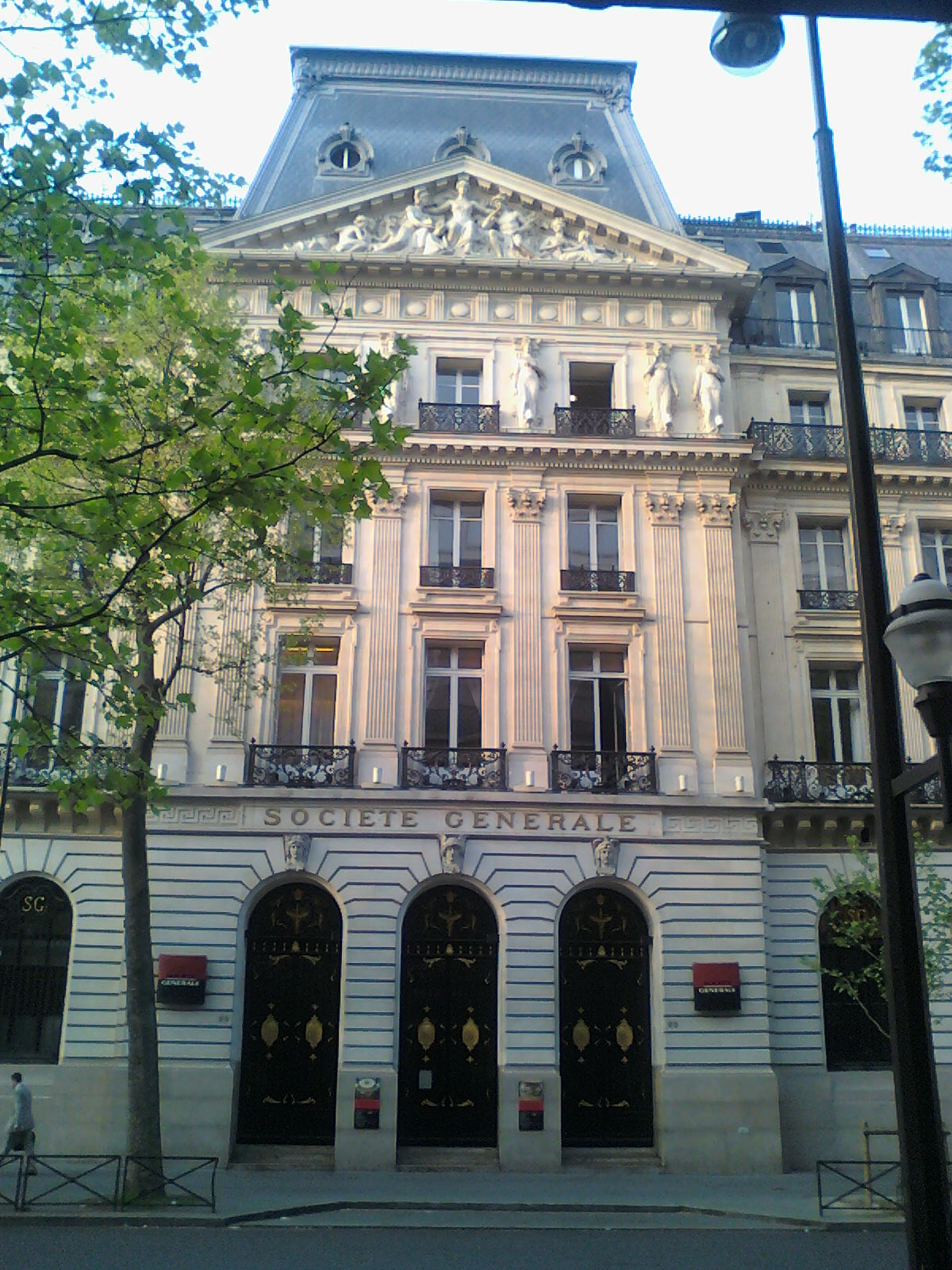
L'entrée principale, située boulevard Haussmann.
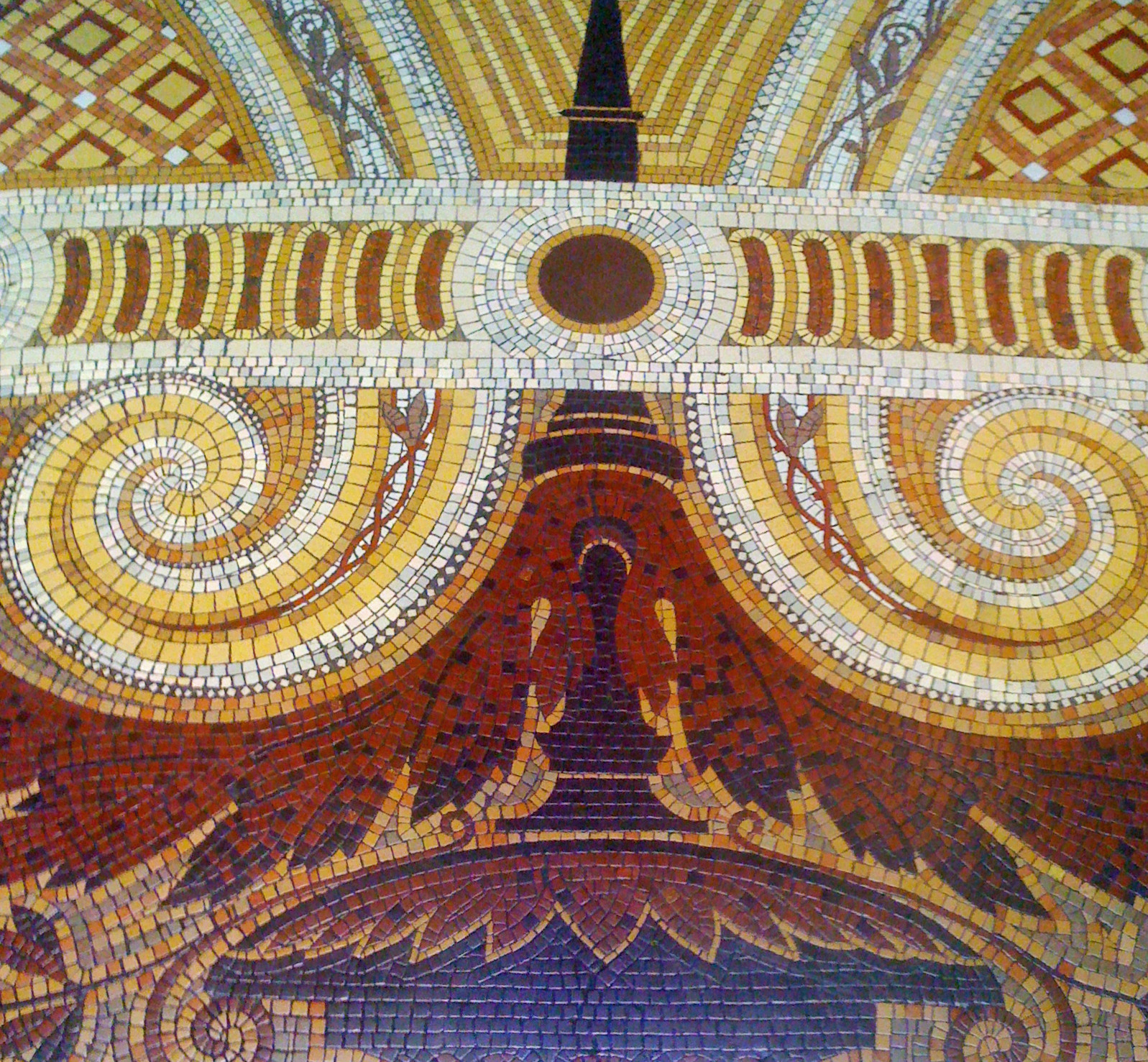
Détails de la mosaïque du grand hall.
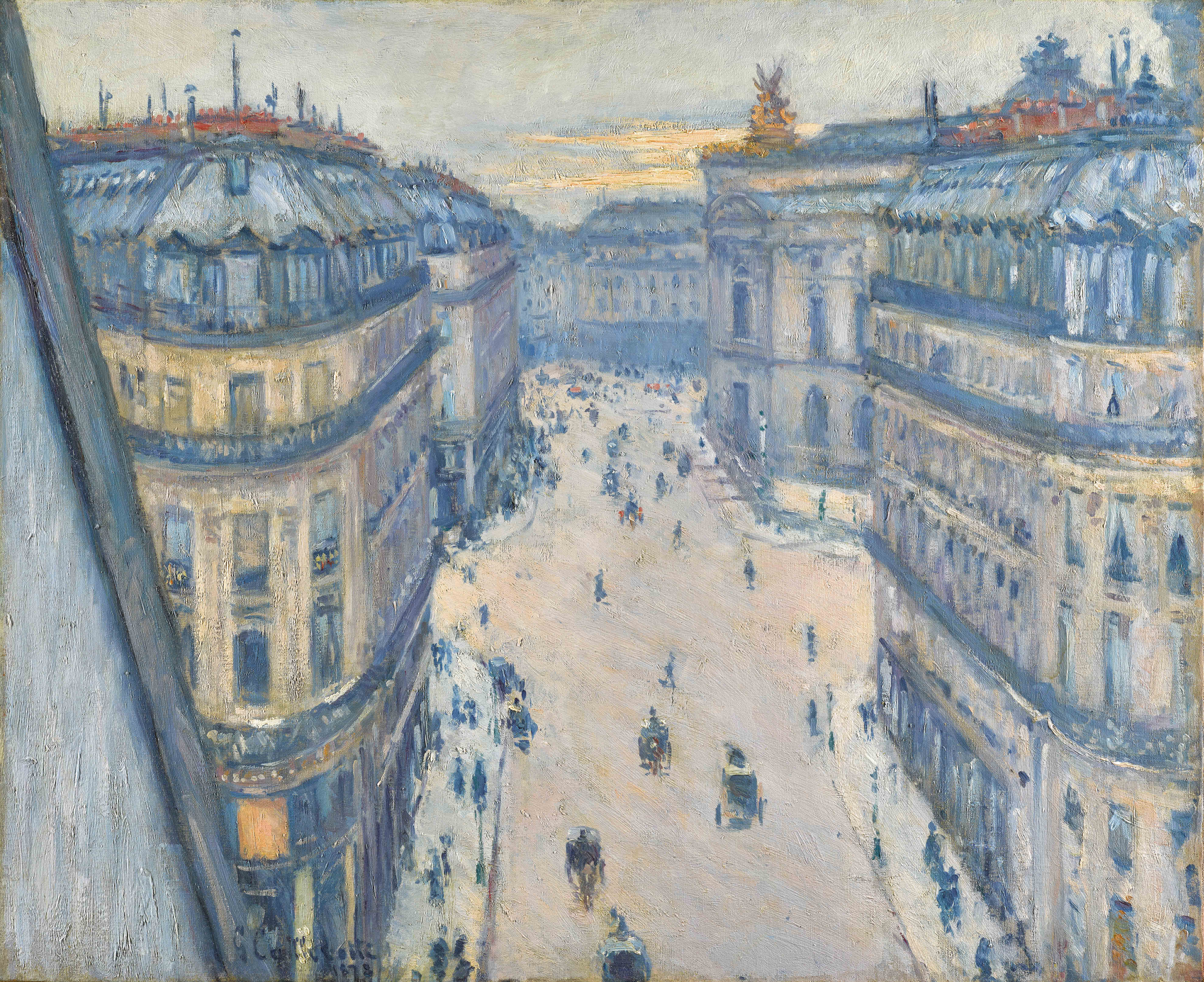
Vue depuis les combles des Galeries Lafayette sur la rue Halévy. À droite, la Société générale.
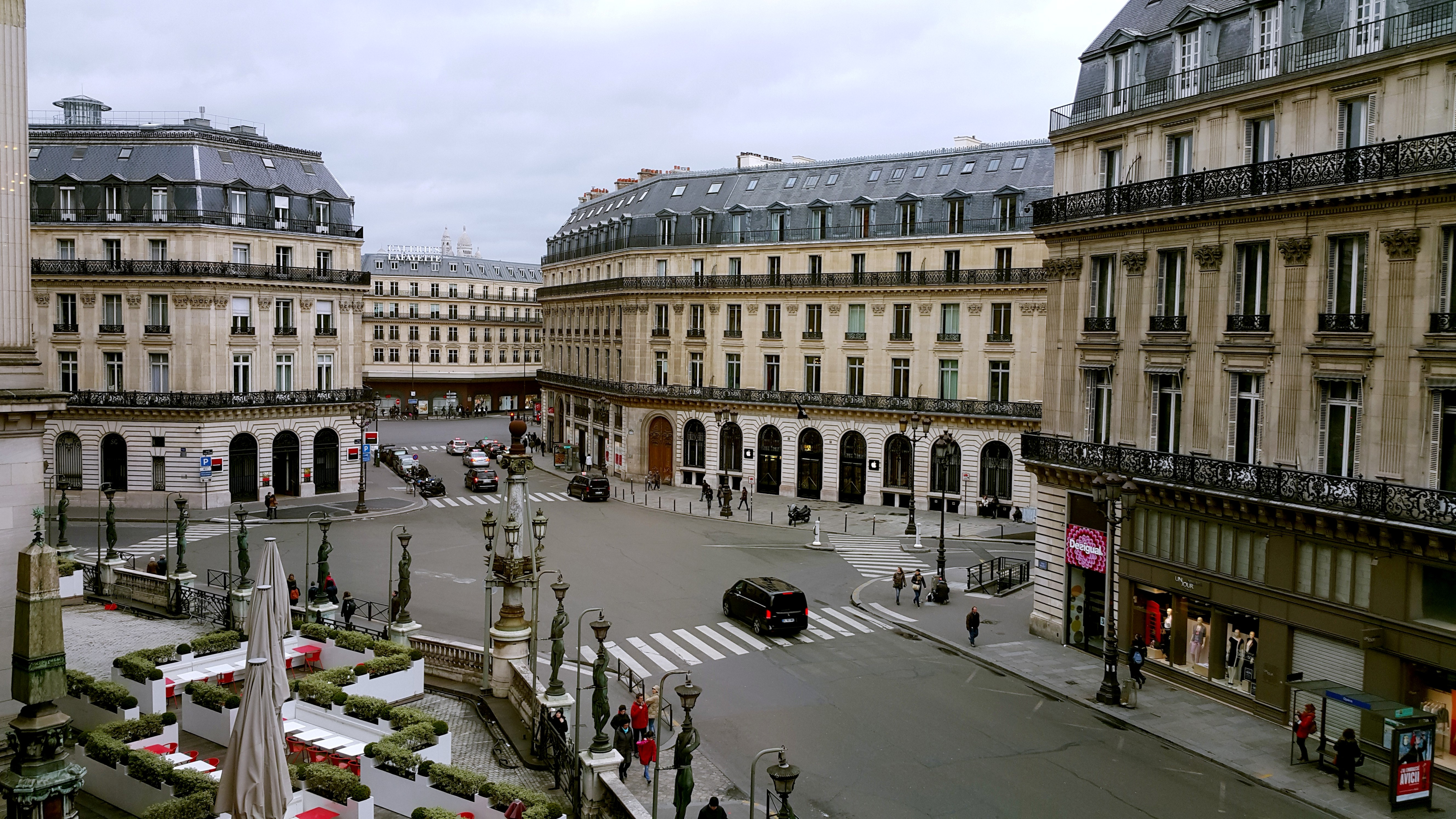
À gauche - Angle rue Gluck, rue Halévy et place Jacques-Rouché - depuis l'opéra Garnier.
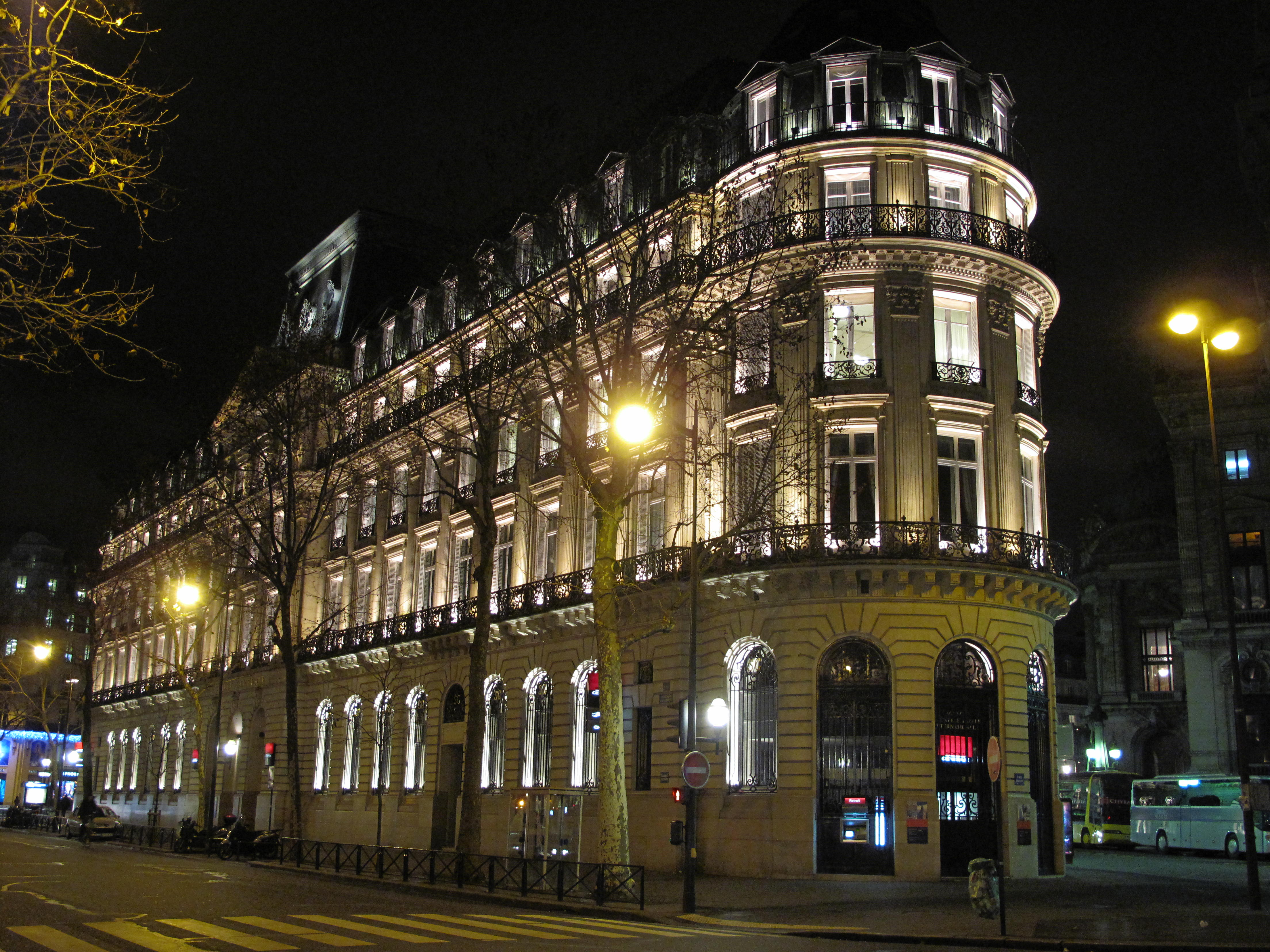
Angle avec la rue Gluck - Gustave Caillebotte et son frère réside au 3e étage de la rotonde.